# 小行星1878
小行星1878（1878 Hughes）是一颗围绕太阳公转的小行星。1933年8月18日，歐仁·約瑟夫·德爾波特在于克勒发现了此天体。
該小行星以德爾波特的孫女米萊爾·德米德拉爾（Mireille Demiddelaer）的兒子命名。
这颗小行星的绝对星等为286.0556740759781等。